# Fortaleza de Maputo
A Fortaleza de Maputo localiza-se junto ao Porto de Pesca na Praça 25 de Junho e representa um dos principais monumentos históricos da cidade.
Apresenta planta quadrangular, erguida em alvenaria de pedra avermelhada. Possui apenas um portão de acesso que se abre para um pátio central, também de planta quadrangular, para o qual se abrem, por sua vez, as várias salas que compõem a edificação. Neste pátio ergue-se atualmente a estátua equestre de Mouzinho de Albuquerque que, antes da Independência de Moçambique, se encontrava em frente à Câmara Municipal de Lourenço Marques.
Aqui jazem também os restos mortais de Ngungunhane, transladados da ilha Terceira, nos Açores, em 1985.

## História

### Antecedentes
A primitiva estrutura no local foi uma feitoria fortificada erguida a cerca de um quarto de milha da foz do rio Espírito Santo, por Neerlandeses oriundos da Cidade do Cabo. A expedição era integrada por 113 homens, sob o comando de Klaas Nieuhof, em dois navios, o "Gouda" e o "Caap". Tendo partido do Cabo a 19 de fevereiro de 1721, alcançaram a baía de Maputo no início de abril. Obtida a autorização do chefe local, iniciaram um forte de madeira, de planta pentagonal: o Forte Lagoa. Com dificuldades de toda a ordem, em cerca de seis meses, cerca da metade dos europeus havia perecido vítima, principalmente, de malária. Mesmo diante da chegada de reforços, oriundos do Cabo pelos navios "Zeelandia" e "Uno", trazendo mais 72 homens e mantimentos, o panorama não se alterou.
Na manhã de 11 de abril de 1722, três navios piratas Ingleses sob o comando do Capitão George Taylor, que operava nas águas do canal de Moçambique, entraram na baía de Maputo, perseguidos por quatro navios da Companhia Inglesa das Índias Orientais, o "Lion", o "Salisbury", o "Exeter" e o "Shoreham".
As embarcações piratas eram o "Victory", artilhado com 64 canhões, o "Cassandra", com 36, e um barco Francês capturado ao largo da ilha de Santa Maria (actual Madagascar). No total, possuíam um efectivo de 900 homens. A 18 de abril, decidiram capturar a feitoria Neerlandesa, que passaram a bombardear, capturando um bote e o navio "De Caap", até que, às 5 horas da tarde, no forte foi içada a bandeira branca da rendição.
Tendo conhecimento de que Van de Capelle, o segundo em comando, se evadira para o interior com dezoito homens, os Ingleses exigiram o seu imediato regresso, sob pena de arrasarem o estabelecimento. Sem que os Neerlandeses regressassem, o forte e feitoria foram destruídos pelos ingleses, que se retiraram dois meses mais tarde, em fins de junho.
Posteriormente, nova fortificação foi erguida no local, agora por forças Austríacas sob o comando de William Bolts - o Forte São José -, em 1777, sendo dali desalojadas em março de 1781, por uma expedição portuguesa vinda de Goa sob o comando do Tenente-coronel Joaquim Godinho de Mira, a bordo da fragata "Sant'Anna". No relatório que este oficial encaminhou para o Governador do Estado Português da Índia, D. Frederico Guilherme de Sousa, informa:
"(…) em 30 do mesmo [março] entrei no rio do Espírito Santo, tendo com muito trabalho de sonda passado felizmente por entre os muitos baixos de que a Bahia de Lourenço Marques é cheia. Dentro daquele rio estavam ancoradas três embarcações de gávea: uma com bandeira Portuguesa e passaporte passado pelo governador de Damão, José de Oliveira Leitão, outra com bandeira Inglesa, cujos proprietários da primeira são de Surate, e Bombaim os da segunda, finalmente a terceira embarcação que era uma pala de mastro e meio, tinha bandeira Imperial, pertencente à Companhia de Trieste; entre esta e uma bateria de treze peças que estava em terra com a mesma bandeira Imperial, fui ancorar. Apenas surto dispus a minha tropa para executar as determinações de V. Exa., participadas na minha Instrução, e mandando parte dela com os seus competentes oficiais tomar posse da pala Imperial que estava ancorada, prevenida para qualquer resistência que se lhe fizesse, e com ordem de não fazer a menor hostilidade, isto mesmo foi executado, e a pala entrada sem a menor resistência, nem ofensa; deixei ficar a seu bordo para a comandar o capitão-tenente Francisco Lobo da Gama com uma competente guarnição, e eu com alguma tropa me encaminhei para a bateria de terra (o campo entrincheirado de S. José), que entrei sem resistência, mandei logo arriar a bandeira Imperial, e no dia seguinte 1 de abril pela manhã içar a bandeira portuguesa salvando-a com vinte e um  tiros de peça; a esta salva respondeu a fragata com o mesmo número; imediatamente mandei tocar a faxina, desmontar e conduzir a artilharia para bordo da fragata, demolir a bateria, mandando logo os dois tenentes do mar Cândido José Mourão Garcez Palha e Christovão da Costa Athaide, a bordo das outras duas embarcações que ali se achavam."

### O Forte de Nossa Senhora da Conceição
Desfeita a posição austríaca, o local passou a ser ocupado por um presídio (estabelecimento de colonização militar) português, sob o comando de Joaquim de Araújo, que iniciou nova fortificação destinada à proteção da feitoria de Lourenço Marques, fundada no ano seguinte (1782). Este estabelecimento, na margem esquerda do rio Espírito Santo, na atual Baixa de Maputo, foi erguido em faxina (galhos de madeira enfeixados) e terra, sob a invocação de Nossa Senhora da Conceição ("Forte de Nossa Senhora da Conceição de Lourenço Marques").
Em poucos anos começaram a ser edificadas, vizinhas ao forte, as primeiras casas de pedra-e-cal, entre as quais a famosa Casa Amarela, que alberga atualmente o Museu Nacional da Moeda.
O forte foi reconstruído posteriormente pelo Capitão António José Teixeira Tigre, conforme se depreende da inscrição epigráfica no local, que reza:
"O CAPam DE GRANADros AN / Tº jOZE TEIXra TIGRE CO / MANDANDO ESTAS ILHAS / FEZ ESTA FORTALEZA / NO ANNO DE 1791."
Esta fortificação, de planta quadrangular rodeada por um fosso, teve duração efêmera, vindo a ser arrasada, no contexto das lutas que se seguiram à Revolução Francesa, por três embarcações artilhadas de corsários Franceses, em 26 de outubro de 1796. Defendido por alguns poucos homens sob o comando do Governador João da Costa Soares, o pequeno forte foi conquistado, saqueado e incendiado.
Para recuperar a posição destruída, foi remetido da Fortaleza de São Sebastião um pequeno destacamento sob o comando do Tenente-ajudante Luís José, a bordo da pala "Minerva".
Tendo chegado a Lourenço Marques a 7 de Junho de 1799, instalaram-se "na terra do Capella, defronte do antigo presídio, por o régulo da Matola não ter querido atendê-lo imediatamente". Ali se mantiveram até cerca de 1805, quando com relativa segurança puderam "passar para o outro lado, que havia sido ocupado anteriormente pelos Holandeses e pelos Austríacos". Aqui ergueu então uma "pequena habitação fortificada para quartel de tropa e feitoria, onde se arvorasse a bandeira portuguesa, como sinal de posse do terreno, e sem intenção de fazer resistência a qualquer inimigo". O Governador e Capitão-general de Moçambique, justificou a exiguidade desse estabelecimento "por falta de recursos da província".

### O atual forte
Por volta de 1946, no contexto das celebrações dos Centenários, o forte foi reconstruído sobre os alicerces do primitivo, procedendo-se a conservação da árvore histórica existente junto ao seu Portão de Armas (onde segundo a tradição os Vátuas enforcaram o Governador Dionísio Ribeiro, em 1883) e a requalificação das edificações em seu interior como "Museu Histórico de Moçambique".
Atualmente, nela se encontra instalado o Museu de História Militar, administrado pela Universidade Eduardo Mondlane.